# Hans-Horst Henschen
Hans-Horst Henschen (* 21. November 1937 in Osnabrück; † 20. Juni 2016 in München) war ein deutscher Übersetzer.

## Leben
Hans-Horst Henschen wurde 1937 in Osnabrück geboren. Er  übersetzte literarische, philosophische und anthropologische Werke aus dem Französischen und Englischen ins Deutsche. Für seine Arbeit erhielt er 1997 den Johann-Heinrich-Voß-Preis für Übersetzung der Deutschen Akademie für Sprache und Dichtung in Darmstadt.
Er starb am 20. Juni 2016 in München. Er wurde auf dem Münchener Nordfriedhof begraben.

## Werke
- Anti-Olympia. München 1972 (zusammen mit Reinhard Wetter)

## Übersetzungen
- Hilda Abraham: Karl Abraham, München 1976
- Jean-Jacques Abrahams: Jetzt werden Sie analysiert, Doktor!, München 1977
- Louis Althusser: Die Zukunft hat Zeit. Die Tatsachen, Frankfurt am Main 1993
- Philippe Ariès: Bilder zur Geschichte des Todes, München [u. a.] 1984
- Philippe Ariès: Geschichte des Todes, München [u. a.] 1980 (übersetzt zusammen mit Una Pfau)
- Philippe Ariès: Studien zur Geschichte des Todes im Abendland, München [u. a.] 1976
- Roland Barthes: Begebenheiten, Mainz 1988
- Roland Barthes: Fragmente einer Sprache der Liebe, Frankfurt am Main 1984
- Roland Barthes: Variations sur l'écriture, Mainz 2006
- Léon Bloy: Auslegung der Gemeinplätze, Frankfurt am Main 1995.
- Didier Eribon: Michel Foucault, Frankfurt am Main 1991.
- Gustave Flaubert: Bouvard und Pécuchet. Eichborn, Frankfurt am Main 2003, ISBN 3-8218-4536-8.
  - Der Werkkomplex. Wallstein, Göttingen 2017.[3]
- Gustave Flaubert: Universalenzyklopädie der menschlichen Dummheit. Eichborn, Frankfurt am Main 2004, ISBN 3-8218-0740-7.
- Gustave Flaubert: Wörterbuch der gemeinen Phrasen, Eichborn, Frankfurt am Main 2005, ISBN 3-8218-0741-5.
- Bernard Le Bovier de Fontenelle: Totengespräche, Frankfurt am Main 1991
- Maurice Godelier: Ökonomische Anthropologie, Reinbek bei Hamburg 1973
- Milan Kundera: Der Kitsch, der Liebesakt und die Fallen der Welt, München [u. a.] 1984 (übersetzt zusammen mit Nicola Volland)
- Serge Lebovici: Die Persönlichkeit des Kindes, München 1978
- Claude Lévi-Strauss: Der Blick aus der Ferne, München 1985 (übersetzt zusammen mit Joseph Vogl)
- Claude Lévi-Strauss: Brasilianisches Album, München [u. a.] 1995
- Claude Lévi-Strauss: Die eifersüchtige Töpferin, Nördlingen 1987
- Claude Lévi-Strauss: Die Luchsgeschichte, München [u. a.] 1993
- Claude Lévi-Strauss: Das Nahe und das Ferne, Frankfurt am Main 1989
- Claude Lévi-Strauss: Sehen, Hören, Lesen, München [u. a.] 1995
- Mario M. Montessori: Erziehung zum Menschen, München 1977
- Claudio Monteverdi: Briefe, München [u. a.] 1989 (übersetzt zusammen mit Sabine Ehrmann)
- Alan Moorehead: Darwins große Reise, Köln-Lövenich 1982
- Sergej S. Prokof’ev: Prokofjew über Prokofjew, München [u. a.]1981
- Alain Robbe-Grillet: Ansichten einer Geisterstadt, München 1977
- Harvey Sachs: Toscanini, München [u. a.] 1980
- Edward W. Said: Kultur und Imperialismus, Frankfurt am Main 1994
- Michel Serres: Der Naturvertrag, Frankfurt am Main 1994
- Jean Starobinski: Montaigne, München [u. a.] 1986
- Lionel Trilling: Kunst, Wille und Notwendigkeit, München [u. a.] 1990
- Paul Virilio: "Das irreale Monument", Berlin 1992
- Michael Walzer: Zweifel und Einmischung, Frankfurt am Main 1991 (übersetzt zusammen mit Anita Ehlers)
- Pierre Weiss, Wien 1984
- Marguerite Yourcenar: Mishima oder Die Vision der Leere, München 1985